# 益田兼堯
益田 兼堯（ますだ かねたか）は、室町時代後期の石見の国人領主。益田氏当主で第15代七尾城（益田城）城主。

## 生涯

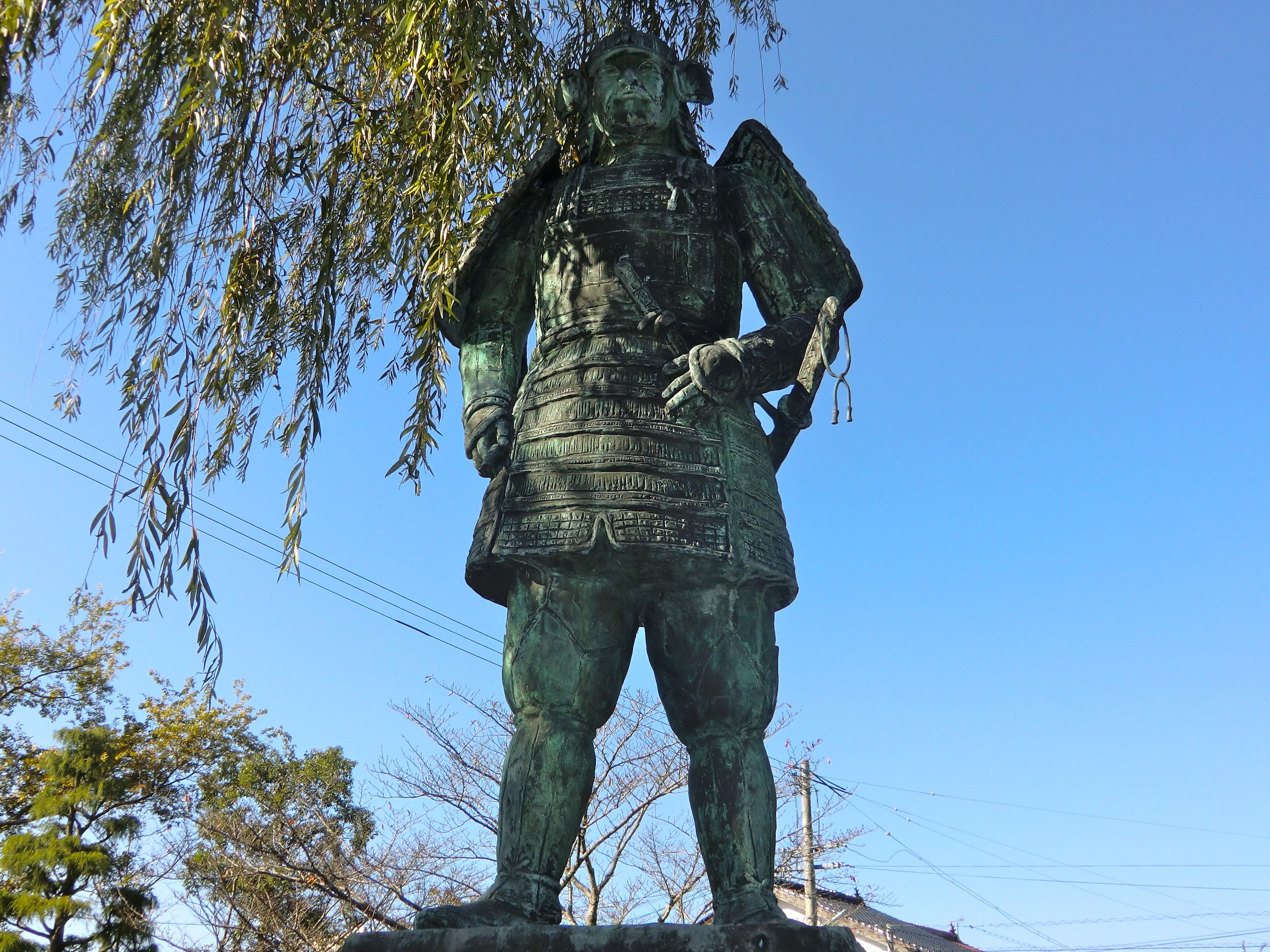
妙義寺（益田市）の前にある益田越中守兼堯の像

益田氏第14代当主・益田兼理の子として生まれる。生年は不明だが、通説で応永27年（1420年）生まれとされる雪舟より2 - 3歳年下と推定される。
永享3年（1431年）、大内盛見に従って九州の少弐氏と戦った益田兼理は、盛見と共に戦死した。この時、兼理と共に従軍していた嫡子藤次郎も戦死しており、同7年（1435年）に益田氏の一族・家臣は兼理の遺児松寿に起請文を提出している。松寿は同9年（1437年）に、石見守護の山名熙貴を烏帽子親として元服して兼堯を名乗るようになった。
家督を継いで以来、益田氏の当主を長期にわたって務め、大内氏のみならず室町幕府とも直接誼を通じて勢力を拡大させた。元服の翌年となる永享10年（1438年）に幕府から領地の安堵を受けると、同永享11年（1439年）に幕府や守護の斡旋によって三隅氏・福屋氏・周布氏（いずれも益田氏の庶家になる）と関係を改善し、敵対関係にあった石見吉見氏とも緊張緩和に成功している。
一方で、幕府や大内氏に従って多くの戦いに参戦しており、嘉吉元年（1441年）から寛正4年（1463年）にかけて、地元石見のほかに九州北部・美作国・播磨国・伊予国・河内国・紀伊国を転戦。嘉吉2年から3年（1442年 - 1443年）に大内氏に従って九州北部に出陣する際には、父親の敵である少弐氏が相手であるためか、石見・安芸の国人たちに参戦を働きかけた。また、寛正年間に河内で畠山義就と戦った嶽山城の戦いでは、激戦により益田氏にも大きな損害が出たが、その戦功により引付衆の一員に加えられた。
兼堯は寛正元年（1460年）からは在京していたが、同寛正2年（1461年）には子の貞兼に家督を譲った。この貞兼が、同寛正6年（1465年）に幕府と対立した大内教弘に従ったため、兼堯は京から逃げ出している。これ以降、兼堯は隠居する。
応仁の乱が始まると益田貞兼は大内政弘に従い西軍に属したが、文明2年（1470年）に東軍の誘いで大内教幸（道頓）が周防国で反乱を起こすと、貞兼は陶弘護と協力して反乱を鎮圧した。その一方で、隠居していた兼堯が東軍の細川勝元と通じることで東軍からも所領安堵を得ていた。
晩年は七尾城尾崎丸の山麓にある大雄庵（たいきあん）で過ごした。兼堯の墓は大雄庵内にある。
雪舟と親交があったと伝えられており、文明11年（1479年）に益田に招いている。その時に雪舟が描いた兼堯像（益田市立雪舟の郷記念館蔵）は国の重要文化財に指定されている。その他、七尾城跡に近い妙義寺の前に記念像が立てられている。